# Brinjeva gora nad Zrečami
Brinjeva gora nad Zrečami je  630  metrov visoka vzpetina, del  terciarnega gričevja podpohorskega dela Dravinjskih goric, pa tudi arheološko najdišče in romarska pot pri Zrečah.

## Arheološko najdišče Brinjeva gora
Brinjeva gora sodi med prve višinske naselbine in je obstajala že vso mlajšo kameno dobo ter preživela mnoge nižinske naselbine. Arheološka izkopavanja v začetku šestdesetih let preteklega stoletja so odkrila številne antične najdbe, ki kažejo na razgibano življenje že v davni preteklosti, od 3 do 5 tisoč let pred našim štetjem. Razstava o izkopaninah na Brinjevi gori je začasno postavljena v avli hotela Planja na Rogli. 
Arheološka izkopavanja, ki so pod vodstvom arheologa Stanka Pahiča trajala kar 11 let, so odkrila vrsto arheoloških najdišč iz različnih prazgodovinskih in zgodovinskih obdobij; od najstarejših bakrenodobnih seliščnih ostalin v Brezju in Zrečah, Pavlakove jame s prazgodovinsko lončenino v Dobravi, bronastodobne, žarnogrobiščne ter antične in poznoantične naselbine na Brinjevi gori z bronastodobno gomilo, žarnim grobiščem, rimskodobnimi gomilami ter s skeletnimi poznoantičnimi in slovanskimi grobovi na njenem obrobju. 
O naravnih danostih tega področja pričajo tudi kasnejše srednjeveške naselbine ter najstarejše ohranjene stavbe in cerkve. Iz srednjega veka so tudi ostanki gradov, ki so bili nekoč na območju Zreč, to so gradovi Freudenberg na Brinjevi gori ter Jamnik (Holenstein) in Lušperk (Luschberg) v Zrečah. 
Brinjeva gora je tudi eden izmed najbolj obiskanih hribov tik nad Zrečami in tja vodi več pešpoti, dobro utrjena cesta in tudi alpinistična plezalna smer imenovana tudi »Boštjanova pot«.

## Cerkev Matere Božje, Brinjeva gora
Podružnična in romarska cerkev Matere Božje, je v vencu treh cerkva na 3,5 km dolgem grebenu Brinjeve gore, Golike in Brezja sicer najmlajša, a je od vseh treh najbolj poznana, saj so jo nekoč imenovali kar Male Višarje. Cerkev velja za najpomembnejšo božjo pot v zgornji Dravinjski dolini. 